# 須田理央
須田 理央（すだ りお、2009年7月29日 - ）は、日本の子役である。テアトルアカデミー所属。

## 人物・経歴
3人兄弟で、同事務所に所属している須田琉雅、須田瑛斗とは兄弟。琉雅とは『極悪がんぼ』、瑛斗とは『人生がときめく片づけの魔法』にてどちらも兄妹役として共演している。更に『青春探偵ハルヤ〜大人の悪を許さない!〜 』では3人揃って兄弟役として共演している。

## 出演

### テレビドラマ
- シングルマザーズ（2012年10月23日 - 12月11日、NHK総合） - 大平初音の娘 役
- 八重の桜（2013年1月6日 - 12月25日、NHK） - 西郷季（幼少）役
- 魔性の群像（2013年7月1日・2014年6月30日、TBS） - 森崎奈緒（幼少）役
- Woman（2013年7月 - 9月、日本テレビ） - 青柳望海（4歳）役
- 人生がときめく片づけの魔法（2013年9月27日、日本テレビ） - 有賀里菜 役
- 花咲くあした（2014年1月5日 - 2月23日、NHK BSプレミアム） - 新島夏鈴 役
- 花子とアン（2014年4月5日 - 12日、NHK） - 安東もも（幼児期）役
- サイレント・プア 第8話・最終話（2014年5月27日・6月3日、NHK総合） - 渡辺寛次の娘 役
- 極悪がんぼ 第9話（2014年6月9日、フジテレビ） - 天枝綾 役
- 同窓生〜人は、三度、恋をする〜（2014年7月10日 - 9月11日、TBS） - 鎌倉ミサ 役
- 西村京太郎トラベルミステリー 寝台特急カシオペア&スーパーひたち連続殺人（2014年7月12日、テレビ朝日） - 福沢美登里（幼少期） 役
- 山村美紗サスペンス 赤い霊柩車34（2014年10月24日、フジテレビ） - 小川未知 役
- このミステリーがすごい! ベストセラー作家からの挑戦状「ダイヤモンドダスト」（2014年12月29日、TBS） - 佐伯未来 役
- 水曜ミステリー9「事故調」（2015年4月1日、テレビ東京） - 長田楓 役
- 天皇の料理番 第10話（2015年6月28日、TBS） - 秋山初枝 役[2]
- 37.5℃の涙 第2話（2015年7月16日、TBS） - 佐々木結衣 役
- プラチナエイジ（2015年） - 横川絵里花 役
- 青春探偵ハルヤ〜大人の悪を許さない!〜 第7話（2015年11月26日、読売テレビ） - 七瀬陽菜 役
- 相棒 Season14 第9話「秘密の家」（2015年12月16日、テレビ朝日） - 神田ひなた 役
- 警視庁捜査一課9係 season11 第1話（2016年4月6日、テレビ朝日） - 足立芽衣 役
- ラヴソング 最終話（2016年6月13日、フジテレビ）
- 家売るオンナ（2016年） - 雨宮もも 役

### CM
- 塩野義製薬
- スシロー

### 映画
- 中学生円山（2013年）
- シン・ゴジラ（2016年）[3]